# Wish Bone
Charles Scruggs (Cleveland (Ohio), 17 februari 1975), is een Amerikaans rapper onder de naam Wish Bone. Hij is lid van de Amerikaanse rapgroep Bone Thugs-N-Harmony waar zijn neven Layzie Bone en diens broer Flesh-N-Bone ook deel van uitmaken.
- Library of Congress Control Number: no2007136974
- MusicBrainz: a5637577-7da7-4646-a8a7-306e5cf75f26
- Virtual International Authority File: 61336498